# 카비리아의 밤
《카비리아의 밤》(이탈리아어: Le notti di Cabiria)은 1957년에 개봉한 이탈리아의 코미디 드라마 영화이다. 페데리코 펠리니가 감독을 맡았으며 그의 아내인 줄리에타 마시나와 프랑수아 페리에, 아메데오 나자리 등이 출연하였다. 이 영화는 칸 영화제에서 여우주연상 (줄리에타 마시나) 을 받고 아카데미상에서 최우수 외국어작품상을 수상받았다.

## 내용
창부(娼婦) 카비리아(마시나)는 사람들에게 배반을 당하거나 가난을 면치 못하더라도 순진한 성격을 잃지 않는다. 그녀는 경리를 맡은 젊은 도노폴리(페리에)를 알게 되고 사랑하게 된다. 도노폴리도 다른 남자들과는 달리 카비리아를 아껴 준다. 그런데 호숫가에서 도노폴리는 돌연 카비리아를 죽이려 한다. 그는 카비리아가 가지고 있는 돈이 목적이었다. 그러나 그녀는 도노폴리를 믿는 나머지 의심하지 않는다. 결국 남자 편에서 살의(殺意)를 버리고 달아나 버린다. 꿈이 깨진 카비리아는 밤거리를 방황하는데, 명랑한 젊은이들의 노래를 듣고 자기 자신을 되찾는다.

## 감상
<길>을 감독한 펠리니가 또다시 마시나를 주역으로 하여 만든 작품이다. 불행하기는 하나 언제나 순진한 모습을 지닌 카비리아는 마시나에게 있어서 가장 격에 맞는 역할이며, 전체 구성에 있어서도 펠리니다운 내면적인 전개를 보인다. 다만, 라스트를 주인공의 구제로 끝맺은 낙천성은 장래의 펠리니 작품에서는 또다시 볼 수 없는 것으로 보인다.

## 캐스팅
- 줄리에타 마시나 - 카비리아 세카렐리
- 프랑수아 페리에르 - 오스카 도노프리오
- 프랑카 마르지 - 완다
- 아메더 나자리 - 알베르토 라자리[3]
- 도리언 그레이 - 제시
- 알도 실바니 - 최면술사

## 같이 보기
- 제30회 아카데미상 외국어영화상 출품작 목록